# 阿布拉罕森角
54°3′S 37°8′W / 54.050°S 37.133°W
阿布拉罕森角（英語：Point Abrahamsen）是南極洲的海岬，位於南喬治亞群島，處於燈塔灣和奧拉夫王子港之間，在1929年由英國的研究隊繪入地圖，由英國海外領土管轄。